# Inge Kleivan
Inge Kleivan (geb. Parbøl; * 6. Juli 1931) ist eine dänische Eskimologin.

## Leben
Inge Parbøl erhielt 1944 das von der Fotografin Jette Bang geschaffene Bilderbuch Grønlænderbørn, wodurch ihr Interesse für Grönland geschaffen wurde. Sie begann später Geschichte zu studieren, wechselte aber nach einem Jahr zur Eskimologie an der Universität Kopenhagen. Bereits 1952 nahm sie an einer archäologischen Expedition in Grönland teil. Am 12. Januar 1959 beendete sie das Studium als cand. mag. Während ihres Studium hatte sie den Norweger Helge Kleivan (1924–1983) geheiratet, mit dem sie 1957, 1960 und 1963 drei Töchter bekam. Die mittlere Tochter ist die Künstlerin Nina Kleivan (* 1960). 1972 wurde Inge Kleivan als Lektorin am Institut für Eskimologie angestellt. Sie und ihr Mann prägten die Fachrichtung in diesen Jahren entscheidend, bevor Helge Kleivan 1983 im Alter von nur 59 Jahren verstarb. Inge Kleivan schrieb im Laufe ihrer Karriere zahlreiche Artikel, vor allem für die Tidsskriftet Grønland. Diese widmete ihr daher zu ihrem 70. Geburtstag im Jahr 2001 eine Festschrift. Die Universität von Grönland verlieh ihr am 25. September 2015 als erster Frau die Ehrendoktorwürde.

## Werke (Monografien)
- 1958: Eskimoernes forhistorie
  - von Jørgen Chemnitz ins Grönländische übersetzt als Eskimut oĸalugtuagssartait itsarnitsat
- 1979: Eskimoeventyr (von Velle Espeland und Hanne Heiberg ins Norwegische übersetzt)
- 1979: Volontør Viggo Møllers dagbøger fra Godthåb 1871–1872 (als Herausgeberin)
- 1981: Eskimoiske eventyr
- 1996: John Møller. En grønlandsk fotograf. Fotografier fra perioden 1889–1935
  - ins Grönländische übersetzt als John Møller. Kalaaleq assiliisoq. Ukiuni 1889–1935 assilisat